# جوزوردان العليا (رقة)
جوزوردان العلیا (بالفارسية: جوزردان علیا) هي مستوطنة تقع في إيران في قسم رقة الريفي. يقدر عدد سكانها بـ 129 نسمة بحسب إحصاء 2016.